# Danielo Estefan
Danielo Estefan (* 5. März 1975) ist ein ehemaliger uruguayischer Leichtathlet.

## Karriere
Estefan war in den Laufwettbewerben auf den Sprint- und Mittelstrecken aktiv. Am 12. Juni 1999 lief er in São Paulo die 800-Meter-Strecke in 1:49,5 Minuten und stellte damit einen neuen
Uruguayischen Rekord auf, der erst am 14. Juni 2015 von Javier Marmo gebrochen wurde. Im August jenes Jahres gehörte er dem uruguayischen Aufgebot bei den Panamerikanischen Spielen 1999 in Winnipeg an. Dort belegte er im 800-Meter-Halbfinale den 5. Platz.
Estefan ist auch heute (Stand: 15. Juni 2015) noch Mitinhaber des uruguayischen Landesrekords der 4-mal-100-Meter-Staffel. An diesem wirkte er als Mitglied der Nationalstaffel am 26. Juni 1999 in Bogotá mit, die eine Zeit von 40,14 Sekunden für die Distanz benötigte. Ebenfalls Gültigkeit hat der nationale Rekord der 4-mal-400-Meter-Staffel. Mit der aus Andrés Silva, Heber Viera, Rubén Techeira und ihm bestehenden Staffel des Campus Maldonado lief er am 19. Mai 2002 in Montevideo eine Zeit von 3:11,59 Minuten.